# 장선민
장선민(1989년 8월 5일 ~ )은 대한민국의 가수이다.

## 경력
- 2012년 그룹 '미소걸스' 멤버

## 음반
- 2012년 1집 오늘은 내가 쏜다 / 황홀한 이 밤
- 2016년 소근소근